# Pseudosmittia rostriformis
Pseudosmittia rostriformis är en tvåvingeart som beskrevs av Makarchenko 2006. Pseudosmittia rostriformis ingår i släktet Pseudosmittia och familjen fjädermyggor. Inga underarter finns listade i Catalogue of Life.